# Perdre la demeure
Perdre la demeure est un roman de Pham Van Ky publié le 25 août 1961 aux éditions Gallimard et ayant reçu le Grand prix du roman de l'Académie française la même année.

## Éditions
- Perdre la demeure, éditions Gallimard, 1961  (ISBN 2070250695).